# Kilemari
Kilemari (oroszul: Килемары) városi jellegű település Oroszországban, Mariföldön, a Kilemari járás székhelye.
Lakossága: 4073 fő (a 2010. évi népszámláláskor).

## Fekvése
Joskar-Olától 86 km-re északnyugatra, a Nagy-Kundis (a Nagy-Koksaga mellékfolyója) bal partja közelében helyezkedik el. A településen vezet át a Joskar-Ola–Nyizsnyij Novgorod főút. A faluról elnevezett közeli kis tó gyógyiszapjáról (szapropél) ismert.

## Története
A 19. században keletkezett, amikor egy távolabbi járásból elvándorlók itt telepedtek le. Kezdetben Russzkije Kilemari-nak nevezték, megkülönböztetésül a 3 km-re lévő Mari-Kilemari-tól, mely már jóval korábban létezett. A Kozmogyemjanszk–Szancsurszk közötti kereskedelmi út legnagyobb falujaként több fogadója, nagy kovácsműhelye volt. 1936 körül egy újonnan szervezett erdőgazdaság hírére a szomszédos járásokból ide költözött több család. 1939-ben az akkor létrehozott Kilemari járás székhelye lett, lakossága főként fakitemeléssel, a folyón faúsztatással foglalkozott. 1954-ben ide helyeztek át egy nagyobb traktorállomást és a falu lassú fejlődésnek indult, kiépítették a vízvezetéket. 1970-ben elkezdődött az első lakótelep (mikrorajon) építése. Az addigi falu 1984-ben munkástelepülés besorolást kapott.
A településen sok a földszintes faház, két lakótelepén panelházak állnak. 1988-ban 400 fős kultúrháza épült. A 20. század utolsó éveiben a főutcákat aszfaltburkolattal látták el. 1905-ben épített fatemploma 1939-ig működött, akkor bezárták, majd klubnak és egyéb célokra használták. Az 1990-es évek közepén visszakapta az egyház. 2010-ben a fa templomépület teljesen leégett.